# 四月宪法 (波兰)

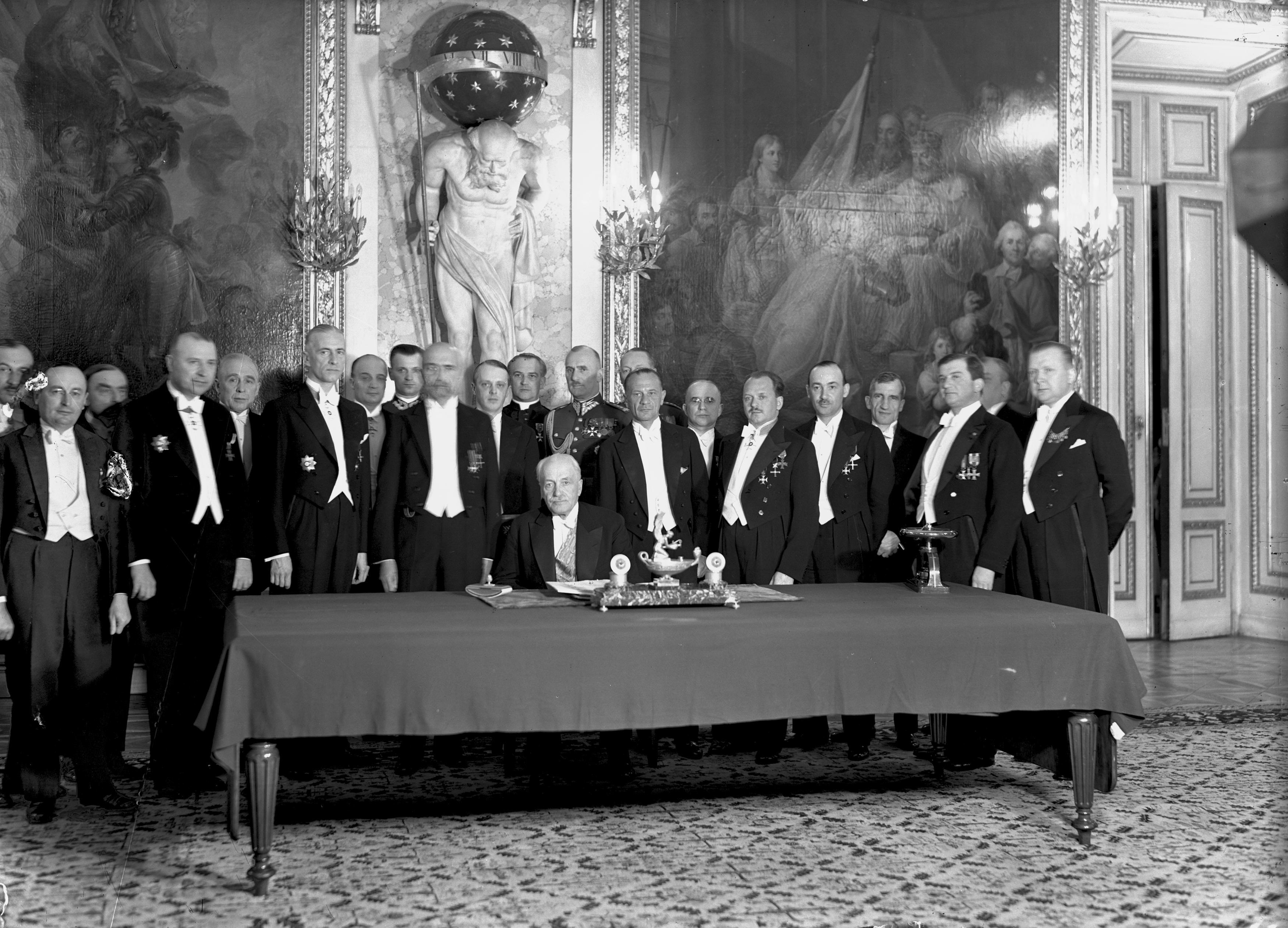

波兰四月宪法（波蘭語：Ustawa konstytucyjna 23 IV 1935）是波兰于1935年4月23日在波兰众议院所通过的宪法。该新宪法加强总统权力并减少议会权力，为波兰总统制引入了威权主义之色彩。

## 摘要
新宪法提出国家利益为全体国民利益之说法，新宪法还限制了众议院和参议院的权力，加强了波兰总统的权力。总统负责选择政府内阁，而政府对议会负责。总统还有权在任期结束前解散议会，并任命三分之一的参议员、以及任命波兰军队总司令等。
新宪法最显著的特点是总统有权在战争情况下指定其继任者，这是波兰流亡政府在二战期间和之后仍有合法性的法律基础。1944年7月22日，波兰民族解放委员会在其宣言中正式废除了该宪法。1952年通过社会主义宪法之前，波兰人民共和国一直沿用此宪法。而波兰流亡政府则沿用此宪法直到1990年12月莱赫·瓦文萨当选为波兰46年来的第一位非共产主义总统后，流亡政府将其权力移交给他。

## 引用
- Ajnenkiel, Andrzej. . Warszawa: Wiedza Powszechna. 1983. ISBN 83-214-0256-9.
- Full text of April Constitution. DOC Uniwersytet im. Adama Mickiewicza w Poznaniu （波蘭語）